# Кизическа епархия
Кизическата епархия (на гръцки: Ιερά Μητρόπολη Κυζίκου) е титулярна епархия на Вселенската патриаршия. Диоцезът съществува от 325 до 1922 година с център в град Кизик, а по-късно Артаки, на турски Ердек. От 1932 година титлата Митрополит на Кизик, ипертим и екзарх на целия Хелеспонт (Ο Κυζίκου υπέρτιμος και έξαρχος παντός Ελλησπόντου) е вакантна.

## История
Кизик е основан на Кизическия полуостров в Мраморно море преди X век пр. Хр. като колония на пеласги от Тесалия. Кизическата митрополия е основана в 325 година, първоначално под почетния примат на Ефеската, в 451 година тя става митрополия на Константинополската патриаршия. Граничи с Мраморно море на север, с Никейската митрополия на изток, с Филаделфийската и Ефеската на юг и с Дарданелската и Лампсакска и Пергамската митрополия на запад. Други важни градове са Панорм (Бандърма), Зелия (Гонен), Андрианутирес (Балъкесир) и Авлокрини (Бигадич).
В VII век Кизик има 12 подчинени епископии, които се увеличават на 14 към XII век. След османското завоевание броят им бавно намалява до 0 в XV век. По същото време Кизик е изоставен и центърът на митрополията е преместен на 8 km на североизток в Артаки. След обмена на население между Гърция и Турция в 1922 година, на територията на епархията не остава православно население.

## Митрополити
| Име            | Име          | Управление                       | Забележка                               | Години      |
| -------------- | ------------ | -------------------------------- | --------------------------------------- | ----------- |
| Кирил          | Κύριλλος     | ~ 1636                           |                                         |             |
| Агапий         | Αγάπιος      | 1778 – 1794 †                    | от серски м.                            | ? – 1794    |
| Йоаким         | Ιωακείμ      | септември 1794 – 14 март 1806    | от анхиалски м., подал оставка          |             |
| Макарий        | Μακάριος     | март 1806 – юли 1811 †           | от патраски м.                          | ? – 1811    |
| Константин I   | Κωνσταντίνος | 12 юли 1811 – 1822 †             | от серски м.                            | ? – 1822    |
| Захарий        | Ζαχαρίας     | януари 1823 – 1823               | от берски м., по-късно халкидонски м.   | ? – 1834    |
| Матей          | Ματθαίος     | 1823 – 1831 †                    | от солунски м.                          | ? – 1831    |
| Антим III      | Άνθιμος      | юли 1831 – 6 май 1841            | от анхиалски м., в константинополски п. | ? – 1842    |
| Мелетий        | Μελέτιος     | май 1841 – 18 април 1845         | от солунски м., в константинополски п.  | 1772 – 1845 |
| Йоаким II      | Ιωακείμ      | април 1845 – 4 октомври 1860     | от янински м., в константинополски п.   | 1802 – 1878 |
| Яков           | Ιάκωβος      | 11 октомври 1860 – 24 май 1861   | от серски м., в константинополски п.    | 1803 – 1865 |
| Никодим        | Νικόδημος    | 24 май 1861 – януари 1900 †      | от серски м.                            | ? – 1900    |
| Константин II  | Κωνσταντίνος | 18 януари 1900 – октомври 1903 † | от родоски м.                           | ? – 1903    |
| Атанасий II    | Αθανάσιος    | 18 октомври 1903 – май 1909 †    | от солунски м.                          | 1848 – 1909 |
| Григорий II    | Γρηγόριος    | 12 май 1909 – 12 февруари 1913   | от серски м., в халкидонски м.          | 1855 – 1924 |
| Константин III | Κωνσταντίνος | 2 април 1913 - 10 февруари 1922  | от трапезундски м., в бурсенски м.      | 1859 – 1930 |
| Калиник        | Καλλίνικος   | 10 февруари 1922 - 26 юли 1932   | от берски м., в кесарийски м.           | 1855 – 1934 |